# Pepito Manaloto
Pepito Manaloto: Ang Unang Kuwento, nota in precedenza come Pepito Manaloto, Pepito Manaloto: Ang Tunay na Kwento e Pepito Manoloto: Kuwento Kuwento, è una sitcom filippina trasmessa su GMA Network. Diretta da Bert de Leon, è interpretatà da Michael V. e Sef Cadayona nel ruolo del protagonista. È stata presentata in anteprima il 28 marzo 2010 come Pepito Manaloto nella line up della domenica sera della rete.
È stata rilanciata il 16 settembre 2012 come Pepito Manoloto: Ang Tunay na Kuwento. Mentre Pepito Manaloto: Kuwento Kuwento è stata lanciata il 17 ottobre 2020 e si è conclusa il 29 maggio 2021. Uno speciale Pepito Manaloto: Kwentuhan Muna Tayo è andato in onda il 5 giugno 2021. Una serie prequel, Pepito Manaloto: Ang Unang Kuwento è stata presentata in anteprima il 17 luglio 2021.
La serie è stata pubblicata in DVD dalla GMA Home Video. È anche visibile in streaming online su YouTube.

## Trama
Lo spettacolo segue la vita di Pepito Manoloto, che è stato benedetto e ha vinto alla lotteria. Insieme a lui ci sono la moglie Elsa, i figli Chito e Clarissa, il migliore amico Patrick, i loro dipendenti, Maria, Robert e Baby e i loro vicini Tommy, Deedee e Mimi.

## Personaggi

### Personaggi principali
- Pepito "Pitoy / Bitoy" Manaloto, interpretato da Michael V. e Sef Cadayona[8]
- Elsa Dela Cruz-Manaloto, interpretata da Manilyn Reynes e Mikee Quintos[9]
- Luisito "Chito" Dela Cruz Manaloto / Michael "Jordan" Castillo, interpretato da Jake Vargas[10]
- Clarissa Dela Cruz Manaloto, interpretata da Angel Satsumi[11]

### Personaggi secondari
- Patricio "Patrick" Generoso, interpretato da John Feir e Kokoy De Santos[12]
- Tommy Diones, interpretato da Ronnie Henares[13]
- Robert "Bert" Santos, interpretato da Arthur Solinap[13]
- Bettina "Baby" Reyes, interpretatq da Mosang[13]
- Maria Bagtikan-Cruz, interpretata da Janna Dominguez[13]
- Mimi Kho, interpretata da Nova Villa[13]
- Deedee Kho, interpretata da Jessa Zaragoza[14]
- Maricar Del Valle, interpretata da Carmina Villarroel[15]
- Tarsing Batumbakal, interpretata da Pokwang[9]
- Rosa Generoso, interpretata da Gladys Reyes[9]
- Benny Manaloto, interpretato da Archie Alemania[9]
- Fernando "Nando" Generoso, interpretato da Edgar Allan Guzman[9]
- Wendell, interpretato da Kristofer Martin[9]
- Eric, interpretato da Jay Arcilla[9]
- Elma, interpretata da Denise Barbacena[9]
- Beth, interpretata da Angel Guardian[9]

### Personaggi ricorrenti
- Chito Manaloto (bambino), interpretato da Joshua Pineda[16]
- Richard Reyes, interpretato da Joshua Dionisio[17]
- Freddie Del Valle e Roger, interpretati da Freddie Webb[18][19]
- Brando, interpretato da Bayani Agbayani[20]
- Erika, interpretata da Lexi Fernandez e Bea Binene[21][22]
- Nicollete "Nikki" Villamil, interpretata da Julie Anne San Jose[23]
- Janice Generoso, interpretata da Chariz Solomon[13]
- Roberta "Berta" Santos, interpretata da Jen Rosendahl[13]
- Mara Quijanos, interpretata da Maureen Larrazabal[13]
- Vincent Bautista, interpretato da Toni Lopena[13]
- Tere Dalisay, interpretata da Cherry Malvar[24]
- Rosauro "Roxy" Ocampo, interpretato da Mikoy Morales[13]
- Bienvenido "Benny" Manaloto, interpretato da Bembol Roco[25]
- Katkat, interpretata da Barbie Forteza[26]
- Erik Mercado, interpretato da Jak Roberto[26]